# اچ‌ام‌اس ایوان (۱۸۹۵)
اچ‌ام‌اس ایوان (۱۸۹۵) (به انگلیسی: HMS Terrible (1895)) یک کشتی بود که طول آن ۵۰۰ فوت (۱۵۰ متر) بود. این کشتی در سال ۱۸۹۵ ساخته شد.